# Hodňov
Hodňov (německy Honetschlag) je malá vesnice, část města Horní Planá v okrese Český Krumlov. Nachází se asi 3,5 km na severovýchod od Horní Plané. Prochází tudy železniční trať České Budějovice – Černý Kříž – Volary/Nové Údolí, na které je železniční zastávka Hodňov. Je zde evidováno 25 adres.
Hodňov leží v katastrálním území Horní Planá o výměře 37,25 km².

## Historie
První písemná zmínka o vesnici pochází z roku 1440. Od zavedení obecního zřízení v polovině 19. století a v první  československé republice byl Hodňov střediskem obce, do které patřil Hodňov, Česká Maňava, Jelm, Olšina, Otice, Stará Huť a Žlábek. V roce 1921 zde stálo 120 domů a žilo 1102 obyvatel, z toho 8 Čechů a 1085 Němců. V letech 1938 až 1945 byl Hodňov v důsledku uzavření Mnichovské dohody přičleněn k nacistickému Německu.

## Osobnosti
- Mathias Pangerl – historik, archivář

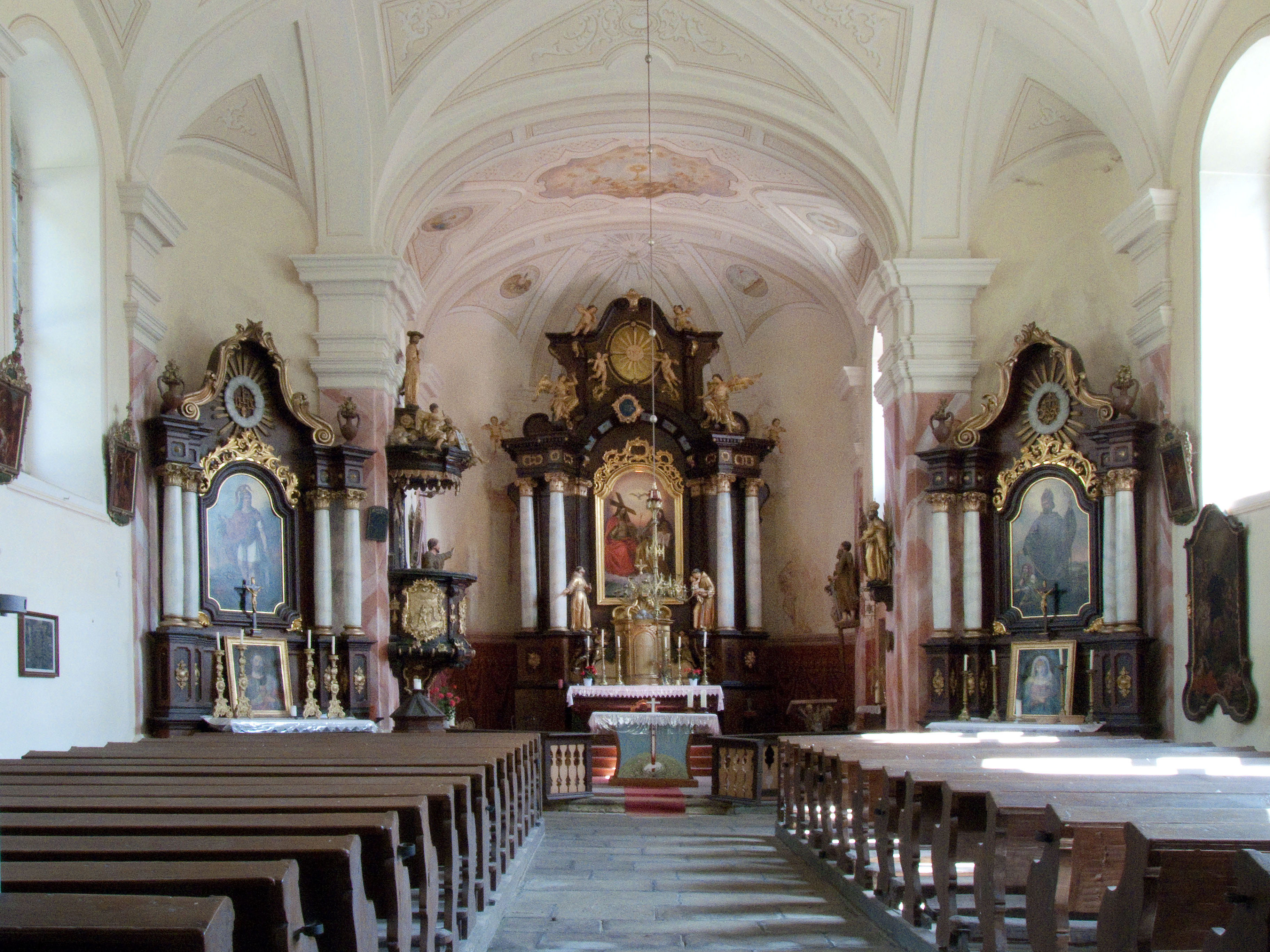
Interiér kostela Nejsvětější Trojice
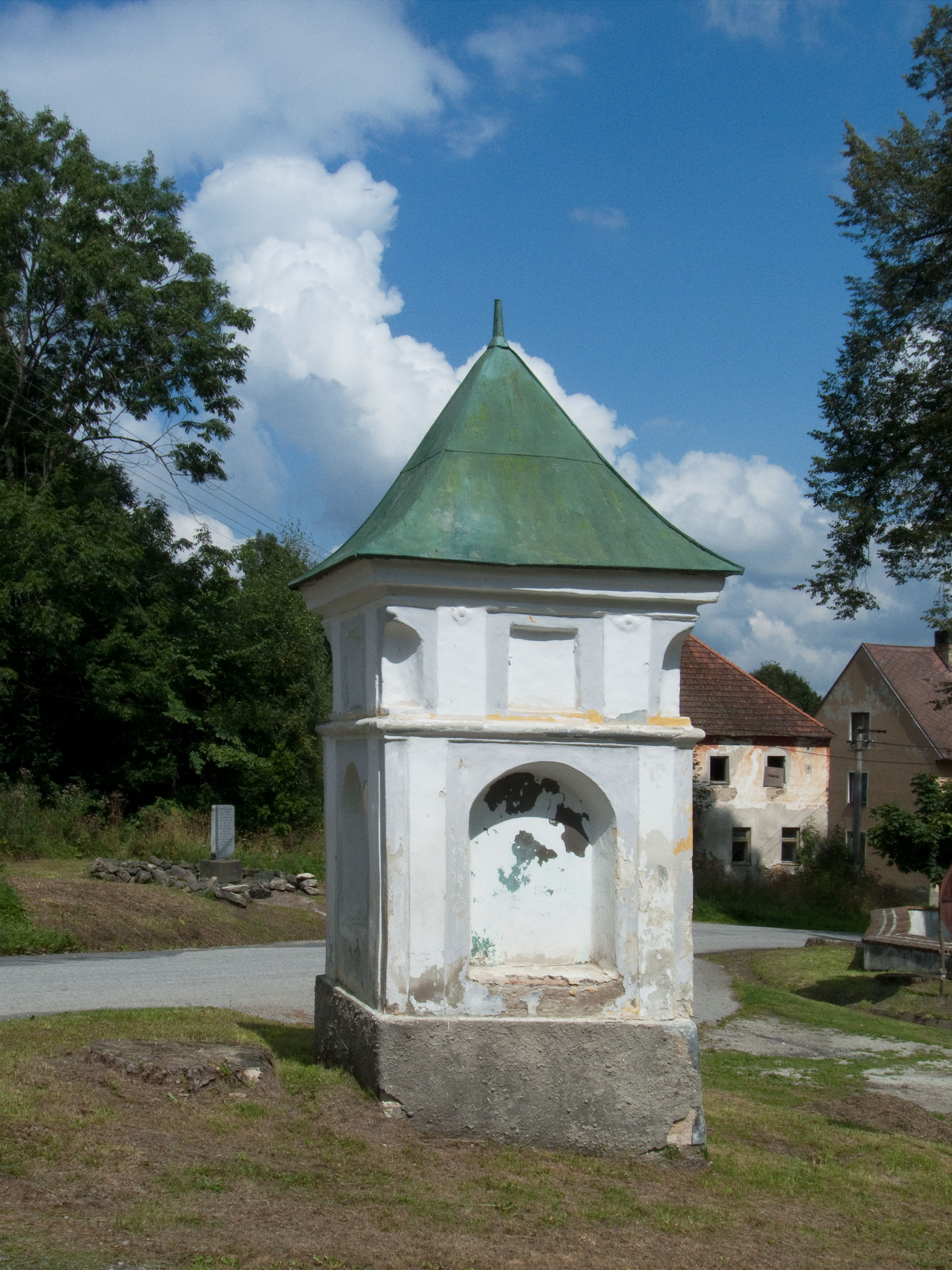
Výklenková kaplička u kostela